# Шабайло, Эрнест Трофимович
Эрне́ст Трофи́мович Шабайло (19 декабря 1931, Иваново-Вознесенск — 11 февраля 1991) — советский конник, участник Олимпийских игр. Мастер спорта СССР (1956). Мастер спорта СССР международного класса (1965).

## Биография
Родился в семье служащих. Конным спортом начал заниматься в 1949 году в Ивановской кавалерийской школе ДОСААФ под руководством тренера Антона Жагорова. С 1951 по 1954 год служил в армии: был наездником в Краснознамённой Высшей офицерской кавалерийской школе. В чемпионатах СССР начал участвовать с 1955 года, с 1955 по 1967 год входил в сборную СССР по конкуру. С 1955 по 1981 год находился в составе конноспортивной команды ЦСКА. Вышел в запас в звании майора.
Серебряный призёр Гамбургского дерби 1958 — единственный в истории медалист среди представителей СССР и России. В личном первенстве прошёл дистанцию без штрафных очков, как и немецкий конник Фриц Тидеманн. В перепрыжке занял второе место. Также принимал участие в командном турнире вместе с Юрием Андреевым и Андреем Фаворским под руководством Николая Шеленкова.
Победитель Кубка наций по конкуру 1959 в команде с Андреем Фаворским, Борисом Лиловым и Владимиром Распоповым. Прошёл препятствия без штрафных очков. Выступал на запасном жеребце — гнедом 1950 года рождения тракено-венгерской породы по кличке Пластун, так как его лошадь Бостон перед соревнованиями захромала.
На Олимпийских играх 1960 в личном конкуре был снят за три закидки, в командном вместе с Андреем Фаворским и Владимиром Распоповым не смог финишировать. 
В 1961 году на турнире «Большой приз» в Ахене занял 10-е место.
Чемпион СССР (1960, 1966) по преодолению препятствий в «Высшем классе». Обладатель Кубка СССР 1962 по преодолению препятствий и бронзовый медалист Кубка СССР 1969.
На Кубке наций и Олимпиаде выступал на Бостоне — гнедом жеребце 1949 года рождения англо-венгерской породы. Позже выступал на Эманации и на Гейче.